# Lago Remoray
El lago Remoray es un lago natural de Francia situado en el departamento de Doubs, muy próximo al Lago de Saint-Point.

## Geografía
El lago de Remoray está situado en el territorio de las comunas de Remoray-Boujeons y de Labergement-Sainte-Marie.Situado a una altitud de 850 m sobre el nivel del mar, se encuentra en el corazón del macizo del Jura. Ocupa el fondo de una cubeta de origen glaciar que pertenece al sistema sinclinal cretácico Remoray - Saint-Point .
El 24 de abril de 1980 se creó una Reserva natural nacional que cubría el lago y sus accesos. Su superficie total es de 426.69 hectáreas.

## Flora y fauna
Se contabilizan 227 especies de aves (de las cuales 9 están protegidas a nivel europeo), 48 especies de mariposas y 40 especies de libélulas.